# Volo Royal Brunei Airlines 238
Il volo Royal Brunei Airlines 238 era un volo di linea da Labuan a Bandar Seri Begawan e Miri. Il 6 settembre 1997, il Dornier Do 228 registrato come 9M-MIA si schiantò in avvicinamento a Miri, in Malesia, provocando la morte di entrambi i membri dell'equipaggio e di tutti gli otto passeggeri a bordo.

## L'aereo
Il velivolo coinvolto era un Dornier Do 228, marche 9M-MIA, numero di serie 8217. La sua costruzione era stata completata nel 1993 ed era stati consegnato originariamente alla Merpati Nusantara Airlines.

## L'incidente
Il volo 238, un Dornier Do 228, decollò dall'aeroporto internazionale di Brunei alle 19:03 ora locale (13:03 in Italia) con otto passeggeri e due piloti a bordo per un breve volo verso l'aeroporto di Miri. I piloti richiesero l'autorizzazione per atterrare all'aeroporto. Il controllo del traffico aereo (ATC) autorizzò l'avvicinamento finale alla pista 02, ma l'equipaggio non rispose alla comunicazione. Alle 19:42, mentre si avvicinava alla pista, il volo 238 si schiantò contro un pendio a 500 metri nel Parco Nazionale di Lambir Hills. I resti del Dornier Do 228 vennero ritrovati alle 07:10 del mattino successivo.

## Le indagini
Le autorità indicarono come causa un volo controllato contro il suolo dopo che l'equipaggio era sceso al di sotto dell'altitudine minima di sicurezza per ragioni sconosciute.